# Malika Domrane
Malika Domrane (en árabe: ماليكا دومران‎)‎; Tizi Hibel, 12 de marzo de 1956 (69 años) es una música, y cantante argelina, originalmente de Cabilia.

## Biografía
Domrane comenzó a cantar en su coro de la escuela media, en Tizi Ouzou. En 1969, ganó una medalla de oro en un festival en Argelia. Después de graduarse como enfermera, comenzó a trabajar en un hospital pero pronto decidió dedicarse profesionalmente al canto, desafiando las costumbres de su familia y pueblo.
En 1979, viajó a Francia, para lanzar su primer álbum, "Tsuha", su primer gran éxito. En sus primeros días, cuando la veían cantando en el escenario, daba la impresión de ser una niña frívola. Detrás de esa aparente frivolidad estaba en realidad una cabileña rebelde, decidida a sacudir las mentalidades heredadas del período colonial, para romper tabúes en lo femenino. Más tarde publicó varios álbumes, con canciones tipificadas por la cultura feminista; y, las demandas lingüísticas de los bereberes. Desde 1994, decidió vivir en Francia con su familia, debido a las amenazas recibidas de los terroristas islámicos.
En 2001, la grandeza de su alma se reveló de nuevo. Malika Domrane estuvo en la recepción de heridos de la primavera negra, evacuados a París para su cuidado. Malika Domrane hizo todo lo posible por ayudarlos, brindarles apoyo y comodidad. Fue su contribución al levantamiento juvenil cabileño, contra la impunidad y la opresión. Y, en 2003, cuando las heridas aún no habían cicatrizado, se le pidió a Malika Domrane que participara en el "Año de Argelia en Francia". Al igual que Takfarinas, ella se opuso con un no categórico.
Es una activista de la causa bereber, y comparte espacios públicos de recordación y unión. Ha cantado en el Teatro de Verdure; la cantante podría haberse arrepentido de haber regresado a París sin pasar por tal teatro de Verdure, una joya cultural situada al costado del montaje, una estructura copiada según el modelo de los teatros al aire libre de la antigua Roma. Malika Domrane reconoce "la suerte" de conocer a su fiel público, en un pueblo que logró que la gente hablara de cultura, en tan poco tiempo gracias a la realización de este teatro a través de voluntarios y la gratuidad de los programas propuestos.

## Obra

### Álbumes[6]
- Tsuha (1979)

- Thayriw Themouth (1981)

- (الفضة الزرقاء) NostAlgérie (1998, Arcade Records: 59:38 min)

- Asaru (2001) (Blue Silver)